# Extreme Noise Terror
Extreme Noise Terror (w skrócie ENT) – zespół grający grind/crust punk utworzony w Anglii w Ipswich w 1985 roku. Uważany za jednego z prekursorów grindcore’a/crust punka.

## Muzycy

### Obecny skład zespołu
- Dean Jones - śpiew (od 1985)
- John Loughin - śpiew (od 2012)
- Paul "Woody" Woodfield - gitara (2001)
- Ollie Jones - gitara (od 2002)
- Stafford Glover - gitara basowa (od 2001)
- Barney Monger - perkusja (od 2011)

### Byli członkowie zespołu
- Spit - śpiew (1989)
- Mark „Barney” Greenway - śpiew (1995–1997)
- Adam Catchpole - śpiew (2000–2006)
- Jose Kurt - śpiew
- Phil Vane (zmarły)[2] - śpiew (1985–1996, 1997–1999, 2006–2011)
- Pete Hurley (zmarły) - gitara (1985–1995)
- Gian Pyres - gitara
- Ali „Al Todd” Firouzbahkt - gitara (1995–2005)
- Zac O'Neil - perkusja (1997–2007, od 2010)
- Chino - gitara (2010–2011)
- Jerry Clay - gitara basowa (1985–1988)
- Mark Gardiner - gitara basowa (1988–1990)
- Mark Bailey - gitara basowa (1990–1993)
- Lee Barrett - gitara basowa (1993–1997)
- Pig Killer - perkusja (1985–1987, 1993–1995)
- Mick Harris - perkusja (1987–1988)
- Tony „Stick” Dickens - perkusja (1988–1995)
- Was Sarginson - perkusja (1995–1997)
- Zac O'Neil - perkusja (1997–2007)
- Roman „The Plague” Matuszewski - śpiew (2011–2012)

## Dyskografia
- Earslaughter Chaos UK split LP (1986) Manic Ears Records
- The Peel Sessions 12" (1987) Strange Fruit Records
- A Holocaust in Your Head LP (1988) Head Eruption Records
- Are You That Desperate EP (1989) Crust Records USA
- In It fFor Life Filthkick split LP (1989) Sink Below Records
- The Peel Sessions '87-'90 CD (1990) Strange Fruit Records
- The Peel Sessions '87-'90 LP (1990) Strange Fruit Records
- The Split Noize Live Ep Patareni split EP (1990) FalSanja Kol'ko'S Records / Debilana Sound
- Earslaughter live LP (1990) Headache Records
- Live & Loud live CD (1990)
- Ear Terror ??? (1991) Headache Records
- A Holocaust in Your Head CD (1991) Distortion Records
- Phonophobia 12" (1991) Discipline Records
- 3 a.m. Eternal (z The KLF) limited edition 7 (1992)
- Retro-bution CD/LP (1992) Earache Records
- Damage 381 CD (1997) Earache Records
- The Peel Sessions LP (1998) Discipline Records (Reprint)
- Being and Nothing CD (2001) Candlelight Records
- From One Extreme to Another DVD (2003) Candlelight Records
- Hatred and the Filth Single (2004) Distortion Records
- Law of Retaliation (2008) Osmose Productions
- Extreme Noise Terror / Cock E.S.P. Split (2009) Little Mafia
- Hardcore Attack of the Low Life Dogs Split (2010) Straight Up
- Extreme Noise Terror (2015)